# Înșelăciune electronică

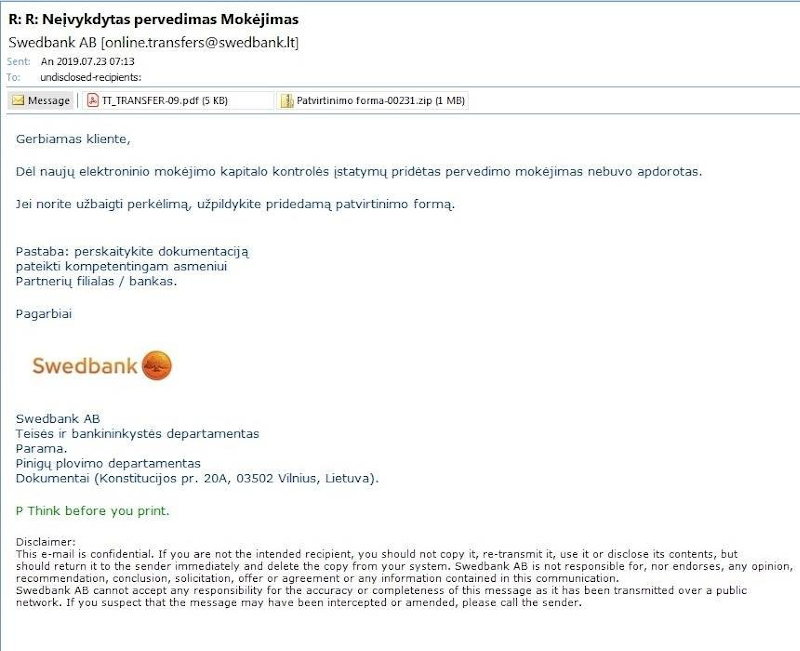
Un exemplu de înșelăciune electronică: un e-mail din Lituania care se predinde a fi de la o bancă, care convinge victima în a divulga date personale atacatorilor sau a da clic pe un link malițios

În domeniul securității calculatoarelor, înșelăciunea (denumită în engleză phishing, pronunțat /'fi-șin/) reprezintă o formă de activitate infracțională care constă în obținerea unor date confidențiale, cum ar fi date de acces pentru aplicații de tip bancar, aplicații de comerț electronic (ca eBay sau PayPal) sau informații referitoare la carduri de credit, folosind tehnici de manipulare a datelor identității unei persoane sau a unei instituții.
O înșelăciune electronică constă, în mod obișnuit, în trimiterea de către atacator a unui mesaj electronic, folosind programe de mesagerie instantanee sau telefon, în care utilizatorul este sfătuit să-și dea datele confidențiale pentru a câștiga anumite premii, sau este informat că acestea sunt necesare datorită unor erori tehnice care au dus la pierderea datelor originale. În mesajul electronic este indicată de obicei și o adresă de web care conține o clonă a sitului web al instituției financiare sau de trading. Majoritatea phisherilor folosesc această metodă pentru a obține date bancare.
Grupul de lucru antiînșelăciune (APWG), o organizație creată de către forțele de apărare a legii și organizații comerciale, raportează o creștere permanentă a acestui tip de atacuri.

## Răspândire
Conform unui raport din 2008 al companiei Symantec, furnizor de soluții de securitate, cele mai multe situri înșelătoare sunt conduse din China, Statele Unite și România (România adună 5% din total)..

## Metode de combatere a înșelăciunilor
- Modalități sociale.

O modalitate de combatere constă în explicarea și școlarizarea utilizatorilor cum să reacționeze la astfel de atacuri. O altă măsură eficientă constă în verificarea autenticității mesajului electronic direct cu persoana sau instituția comercială sau financiară în cauză.
- Modalități tehnice

Folosirea unui soft contra înșelăciunilor. Noile versiuni ale browserelor Microsoft Internet Explorer și Mozilla Firefox includ deja module de anti-înșelăciune.
- Metode de tip juridic și legal

Crearea unui cadru legislativ care să incrimineze înșelăciunea electronică.

## Exemplu real de atac
- Iată un text trimis ca e-mail, ca și când ar veni din partea Raiffeisen Bank România:

Stimate Client,
Raiffeisen Online este cu tine oriunde te duci, myBanking este propriul tău ghișeu bancar pe telefonul mobil. Fără vizite la bancă, fără apeluri telefonice.

Disponibilitatea myBanking este accesibil oriunde în raza de acoperire Vodafone , Orange sau Cosmote, chiar și în roaming. Câștigi zilnic 250 RON zilnic prin activarea serviciului myBanking.

Dacă deja ai activat serviciul myBanking te rugăm să completezi formularul și să selectezi "Folosesc myBanking".
După completarea corectă a formularului atașat în maxim 24 de ore vei primi un sms de confirmare a activării iar în maxim 48 de ore suma de 250 RON va fi debitată pe cardul dumnevoastră Raiffeisen.
Atașat ai formularul de activare.
Cu stimă,
© Raiffeisen Bank Reușim Împreună.
NOTĂ: 
- Formularul atașat e-mailului cere date ce permit golirea contului înainte de a trece cele 24 de ore impuse pentru confirmarea presupusei "activări".
- Furnizorul de servicii internet a atașat următorul comentariu:

This message has been processed by Symantec's AntiVirus Technology.
Formular Activare myBanking.html was infected with the malicious virus Infostealer and has been deleted because the file cannot be cleaned.
- Alt exemplu, care imită pagina oficială a Bancpost:

Actualizarea Informațiilor și Documentelor privind Datele de Identificare ale clienților se apropie de sfârșit.
Bancpost își anunță clienții că în prezent derulează o campanie de actualizare și completare a datelor de identificare ale acestora.
Această acțiune este în conformitate cu Legea nr. 675/2002 cu modificările și completările ulterioare și cu Regulamentul Băncii Naționale a României nr. 9/2008 privind cunoașterea clientelei în scopul prevenirii spălării banilor și finanțării terorismului, cu modificările ulterioare.
Termenul legal până la care acțiunea de actualizare și completare a datelor trebuie finalizată până la 3 aprilie 2010. Începând cu această dată, accesul clienților la conturile proprii va fi restricționat până când aceștia vor da curs solicitării de furnizare / actualizare a datelor personale.
Tot ce trebuie să faceți este să dați un simplu click pe linkul de mai jos pentru actualizarea și completarea datelor :
http://www.exempludeînșelăciune.ro
Bancpost mulțumește anticipat tuturor clienților pentru sprijinul acordat în finalizarea acestei acțiuni și pentru a evita inconvenientele legate de posibila limitare a accesului la conturile clientului, îi invita să-și actualizeze datele persoanele cât mai curând posibil dar nu mai târziu de 03.04.2010.
Toate drepturile rezervate © Bancpost 2006.